# Ottar Kåsa
Ottar Kåsa (né le 19 décembre 1983) est un violoniste norvégien.

## Biographie
Kåsa remporte quatre fois le Landskappleiken sur le hardingfele : 2011 à Seljord, avec le trophée royal, 2012 à Otta, 2015 et 2016. Il publie son premier album, Ottar Kåsa, en 2012, pour lequel il remporte le Spellemannprisen 2012 dans la catégorie musique folklorique/traditionnelle et la catégorie solo du Folkelarmprisen en 2012. Il publie son deuxième album, Kjoskrullen, en 2016, pour lequel il remporte également le Folkelarmprisen dans la catégorie solo. Il remporte également le Fanitulltevlinga en 2014, 2015 et 2018.
Il commence sérieusement à jouer du violon en 2005, lorsqu'il est formé par Sigvald Rørlien à l'Académie Ole Bull de Voss. Il y travaille pendant trois ans et crée depuis son propre atelier de charron à Bø, dans le Telemark.
Kåsa est l'inventeur du « harding viola », un alto construit de la même manière qu'une vièle à archet,. En 2021, Kåsa avait pour projet de développer un violoncelle à archet. 

## Discographie
- 2012 : Ottar Kåsa (ta:lik)
- 2016 : Kjoskrullen (ta:lik)